# Álvaro Luque Amo
Álvaro Luque Amo (Cordoue, 1990) est un professeur, romancier et théoricien de la littérature espagnol. Auteur de El diario literario: poética e historia (2020).

## Biographie
Diplômé en philologie hispanique à l'Université de Cordoue, il obtient son doctorat en Lettres modernes à l'université de Grenade. Il a poursuivi ses études à l'Université de Pau (France) et à Copenhague (Danemark). Professeur assistant à l'Université de Cadiz et à l'université de Cordoue, il est actuellement professeur adjoint à la théorie de la littérature à l' Université Complutense de Madrid.
Il est chercheur en théorie du langage littéraire, théorie et analyse du texte narratif, texte poétique, la théorie de la traduction, avec une attention particulière au journal littéraire et l'analyse transdiscorsive de la littérature et d'autres discours.

## Œuvres
- Le journal littéraire dans les contextes français et hispanique. Braud, M.; Luque Amo, A. (ed.). Presses Universitaires de Pau et des Pays de l'Adour: Pau, 2024.
- El diario literario: poética e historia. Berlin, Peter Lang, 2020.  (ISBN 9783631811085).
- El diario personal en la literatura: teoría del diario literario, Valhadolid: Castilla, 2016.

### Roman
- Todos perros', XVII prix de roman Universidad de Sevilla. Barcelona, Punto de Lectura, 2012.  (ISBN 978-84-663-2584-4).

### Articles
- La fiesta interior. Adicciones y excesos en la narrativa hispánica del XXI. Cuadernos Hispanoamericanos, janvier 2024, 881[3].
- Estatus y concepto de lo poético en el rap, el trap y la música urbana. El contexto español. Signa: Revista de la Asociación Española de Semiótica, ISSN 1133-3634, num. 33, 2024, pp. 289-309[4].
- Drogas, ciencia y esoterismo en la nueva narrativa hispánica. Cuadernos Hispanoamericanos, 874, 2023, pp. 58-61[5].
- Literatura i auto-biopolítica: la contribució de Michel Foucault a la teoria de l’autobiografia]. 452ºF: Revista de Teoría de la Literatura y Literatura Comparada, ISSN 2013-3294 , num. 17, 2017, pp. 18-35[6].